# Ulrik Krabbe
Ulrik Hindenburg Krabbe (28. marts 1916 i København – november 2010) var en dansk ingeniør, professor, dr.techn.
Han var søn af overlæge, dr.med. Knud Krabbe og hustru cand.jur. Agnete født Hindenburg, blev cand.polyt. 1940 og ansat hos Københavns Sporveje samme år. Krabbe var laboratorieingeniør hos ASEA, Västerås, Sverige 1941-46, laboratorieleder hos Thomas B. Thrige, Odense 1946-54 og blev dr.techn. på  en afhandling om transduktorer 1949. Han var rådgivende ingeniør i Sverige, Tyskland og USA 1955, konsulterende ingeniør hos ASEA, Sverige 1956-70, udsendt til Chile 1969-70 af Udenrigsministeriet (DANIDA) og blev professor i elektroteknik ved Danmarks Tekniske Højskole 1971.
Han modtog Montefiore-prisen (Belgien) 1951 og blev medlem af Patentankenævnet 1973. Krabbe udtog et stort antal patenter om automatisk regulering og beslægtede emner.
Krabbe blev gift 4. maj 1940 med cand.pharm. Karen Møller (24. februar 1916 i København - 1972), datter af toldassistent Carl Henrik Delcomyn Møller (død 1916) og hustru Dorothea født Møller (død 1954).